# In the Flat Field
In the Flat Field је дебитантски албум енглеске готик рок групе Баухаус. Снимљен је између децембра 1979. и јула 1980, и објављен је 7. новембра 1980. од стране издавачке куће 4AD, прво издање у пуној дужини за ту издавачку кућу. Омот албума је репродукција фотограгфије Дуејна Мајклса из 1949, Homage to Purvis de Chavannes.

## Снимање
Након турнеје од 30 дана, Баухаус је отишао у Southern Studios у Лондону да сниме први албум. Бенд је имао јасну концепцију о томе како желе да снимак звучи; стога су се одлучили да га сами производе. Док је већи дио албума завршен са планираним датумом објављивања у септембру 1980, групи је било тешко да сними верзију "Double Dare" тако добру као ону коју су извели у програму BBC Радија 1 диск џокеја Џона Пила. Баухаус се пријавио BBC-у да користи верзију за Peel сесију, али због опструкције Синдиката музичара, процес је трајао више од мјесец дана.

## Музика
Енди Гил из NME-a написао је да мрачна атмосфера плоче подсјећа на претходне радове група укључијући Siouxsie and the Banshees, Adam and the Ants, и Joy Division. У својиј рецензији за AllMusic, критичар Нед Регет описао је Баухаус као "глам-инспирисан рок бенд", рекао је да је пјевач Питер Марфи каналисао и Игија Попа и Дејвида Боуија, и упоредио је гитаристу Денијела Еша са гитаристом Мика Ронсона. Регет је додао да је албум завршип са "драматичним завршетком" са пјесмом "Nerves".

## Издање
In the Flat Field je објављен 3. новембра 1980. од стране издавачке куће 4AD. Наишао је на негативан одговор од критичара, али је био на врху UK листе независних албума и доспио је на UK Albums Chart на недјељу дана, достигавши врхунац на 72. мјесту.
Албум је прво објављен на CD-у од стране 4AD у априлу 1988. са осам додатних пјесама, укључујући три не-албумска сингла: "Dark Entries", "Terror Couple Kill Colonel", и обраду T. Rex-овог "Telegram Sam". Пет од ових бонус песама је претходно састављено на 4AD EP-у 1983.
Дана 19. октобра 2009, 4AD и Бегарс Банкует поново су објавили албум као "Omnibus Edition", са 24-битним ремастерисаним CD-ом Џона Дента оригиналног албума са девет пјесама у реплици мини LP омота, и са бонус дискок са 16 нумера са сингловима, изводима, алтернативним снимцима и оригиналним верзијама. Комплет је дошао у полудугачкој кутији, заједно са књигом од 48 страница која је укључивала коментаре чланова бенда, фотографије, комплетне текстове, комплетне информације о датуму турнеје за 1979. и 1980. и есеј Ендруа Бруксбанка о формирању и стварању групе, сингла и албума.

## Списак пјесама
| №  | Назив              | Трајање |  |
| 1. | Double Dare        | 4:54    |  |
| 2. | In the Flat Field  | 4:00    |  |
| 3. | A God in an Alcove | 4:08    |  |
| 4. | Dive               | 2:13    |  |
| 5. | Spy in the Cab     | 4:31    |  |

| №  | Назив             | Трајање |  |
| 1. | Small Talk Stinks | 3:35    |  |
| 2. | St. Vitus Dance   | 3:31    |  |
| 3. | Stigmata Martyr   | 3:46    |  |
| 4. | Nerves            | 7:06    |  |